# 不丹外交

不丹的建交國

不丹王国现已与56个联合国成员国建立了外交关系。不丹長期被视为印度的保护国，因此其外交政策受制于印度的“指导”。目前不丹是唯一与联合国安理会所有的常任理事国都没有外交关系的国家。
1981年，不丹加入国际货币基金组织和世界银行，1982年加入世界卫生组织和联合国教科文组织。不丹現今是南盟的成员以及45个国际组织的成员。

## 印度
不丹與印度的關係是根據1949年8月8日和平友好條約為基礎，該條約提到不丹的外交事務必須接受印度的「指導」，印度政府承诺不干涉不丹的内政。1961年以後，不丹曾多次表示自身主權完整，至1971年加入聯合國後，遂開始與印度以外國家展開接觸。2005年3月不丹對境內的阿薩姆聯合解放陣線及波多全國民主陣線等印度東北地區武裝叛亂份子發動攻擊，不丹將強化邊界安全審查並與印度軍隊保持密切合作，此舉受到印度的讚賞。2007年，不丹與印度重新談判了新的友好条约，印度同意不丹在進口武器時不必獲得印度許可，刪去了不丹外交接受印度指導的內容，並且提到不丹王国政府和印度共和国政府将在涉及各自国家利益的问题上相互密切合作，兩國政府都不得允许他國利用其领土从事危害对方国家安全和利益的活动。雙方尊重彼此的独立、主权和领土完整。2007年的《印度-不丹友好条约》加强了不丹作为一个独立和主权国家的地位。
印度是不丹最大援助國家，援助金額約佔全部外援八成。不印兩國開放邊界通商貿易，2005年旺楚克國王為印度國慶日受邀外賓訪問印度，並且簽署農業、水電和鐵路發展的諒解備忘錄，印度重申致力幫忙不丹經濟與社會發展，並出資修建五條由西孟加拉邦及阿薩姆邦到不丹之鐵路。
不丹和印度两国的公民可以不需要护照和签证就能自由地在對方国家旅行。

## 中華人民共和國
不丹與中華人民共和國至今未建立任何外交關係，但其政策是親中華人民共和國的。在聯合國針對恢復中華人民共和國「合法代表權」議題（2758號決議案）上投了贊成票，1974年邀請中華人民共和國駐印度臨時代辦馬牧鳴出席吉格梅·辛格·旺楚克國王加冕典禮。2003年9月中華人民共和國前外交部副部長劉述卿率友好代表團訪問不丹，2004年4月外交部副部長王毅赴不丹參加第十七輪中不邊界會談，不丹外交部長坎杜旺楚克赴中參加亞太經合會第六十屆年會，並順道訪問上海、廣州及深圳。兩國在2000年之后往來互動提高，2006年不丹支持中華人民共和國競選聯合國人權理事會成員。
目前不丹在香港與澳門設有名譽領事。
2012年6月21日上午，中国总理温家宝在里约热内卢会见不丹首相吉格梅·廷里时表示，中国奉行“与邻为善、以邻为伴”的周边外交方针，愿在和平共处五项原则基础上，同不方建立正式外交关系，早日划定两国边界，加强各领域交流，推动中不关系迈上新台阶。

## 尼泊爾
不丹與尼泊爾於1983年建立正式外交關係，雙方努力協商解決懸至十六年的難民處境問題，目前約有十萬難民待在聯合國在尼泊爾設立的難民營，大部份的難民宣稱是不丹公民，但不丹政府表示多數為無國籍者及被褫奪公民權的自願移民者（那些尼泊尔人最早是17世纪被请到不丹做工匠的尼瓦尔人，19世纪被英国人大量招到不丹）。

## 孟加拉国
不丹与孟加拉人民共和国，兩國間隔著印度阿薩姆走廊相望。不孟关系密切，孟加拉国也有大使驻在廷布。

## 其他國家
不丹與南亞所有國家均建立外交關係，並積極主張南亞區域合作。不丹與歐洲七個不丹友誼小組成員國建立外交關係。不丹與聯合國安全理事會常任理事國均無外交關係，五常任理事國對不丹之交流均透過其駐印度大使及不丹駐印度大使。不丹现已與56個國家建立外交關係，绝大多数与不丹建立外交关系的国家均由其驻印度大使兼任驻不丹大使。

## 駐外機構

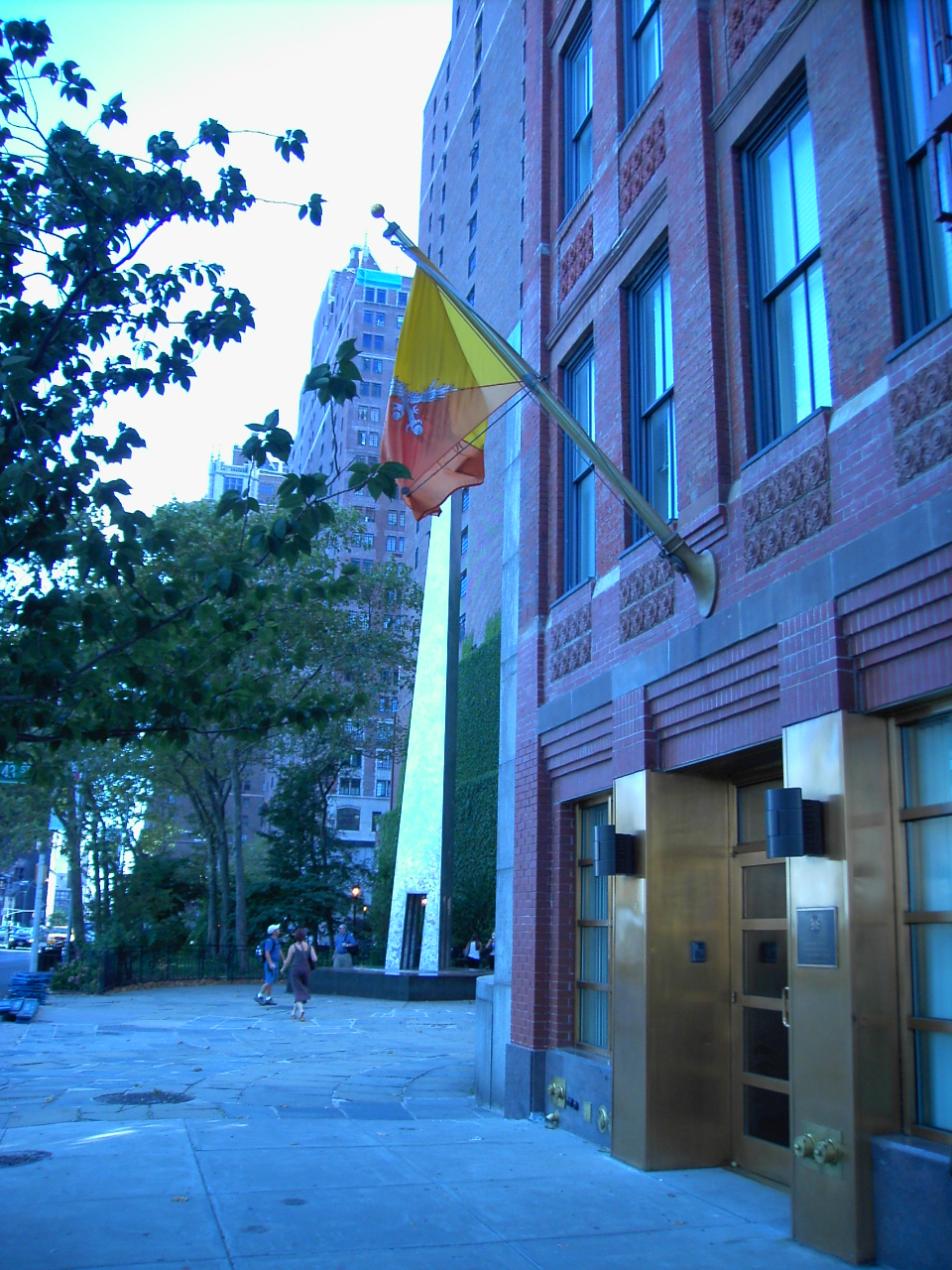
不丹王國常駐聯合國代表團（紐約）